# Pseudochelidoninae
Los aviones ribereños son una pequeña subfamilia (Pseudochelidoninae) de aves paseriformes perteneciente a familia Hirundinidae. Contiene solo dos especies: el avión ribereño africano (Pseudochelidon eurystomina), de África central, y el avión ribereño asiático (Pseudochelidon sirintarae), endémico del sudeste asiático. Ambos son hirundínidos de tamaño medio, de plumaje principalmente negro, de vuelo elegante y que se alimentan cazando insectos en el aire. Parecen ser más terrestres que el resto de sus parientes, y con frecuencia andan en lugar de permanecer posados en ramas. El avión ribereño asiático podría ser crepuscular. La especie africana excava túneles en los taludes ribereños arenosos para anidar, mientras que el lugar y los hábitos del avión ribereño asiático son desconocidos.
Cuando se descubrió al avión ribereño africano en el siglo XIX, Gustav Hartlaub pensó que se trataba de una carraca, y taxónomos posteriores lo clasificaron o bien en su propia familia, o bien con los artamos. Los estudios de anatomía revelaron que estaba más cercanamente emparentado con las golondrinas y los aviones, pero poseía varias características diferenciales, como la robustez de sus patas y pico. Esto indicó que debía clasificarse en una subfamilia separada. 
No son aves abundantes. El avión ribereño africano tiene una distribución restringida, y aunque parece que localmente es numeroso, su estado no ha sido totalmente investigado. Por su parte, el avión ribereño asiático fue descubierto recientemente, 1969, y solo se conoce por varios especímenes y algún avistamiento. Ningún ornitólogo moderno ha avistado la especie en la naturaleza después de 1980, y se desconocen sus cuarteles de cría. Podría estar extinto, ya que no existen registros, ni siquiera informales, desde 2004.

## Taxonomía

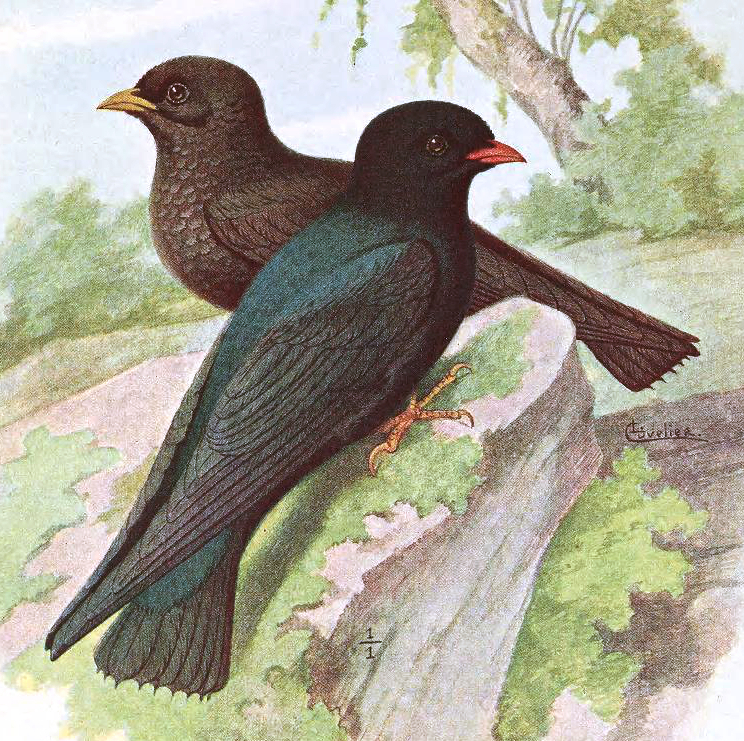
Ilustración del avión ribereño africano de 1905.

El avión ribereño africano fue descrito científicamente en 1861 por el zoólogo alemán Gustav Hartlaub, a partir de un espécimen recolectado en Gabón. Inicialmente no fue identificado como un miembro de la familia de las golondrinas y los aviones, sino que Hartlaub lo clasificó con las carracas (Coraciidae). Autores posteriores lo clasificaron tanto en su propia familia como con los artamos. Hasta que, tras los estudios de anatomía de la especie realizados por Lowe, se determinó que estaba próximamente emparentado con las golondrinas y los aviones, aunque suficientemente diferenciado como para clasificarlo en una subfamilia separada, Pseudochelidoninae.
El nombre del género Pseudochelidon procede de la combinación de los términos griegos ψευδο/pseudo, que significa «falso», y χελιδων/chelidôn, «golondrina», en alusión a sus diferencias con las ‹verdaderas› golondrinas.
Durante muchos años el avión ribereño africano fue el único componente del género y la subfamilia, hasta que fue descubierto el avión ribereño asiático (Pseudochelidon eurystomina) en 1968, por el ornitólogo tailandés Kitti Thonglongya Aunque minoritariamente, algunos coinciden con Brooke en situar a este último en su propio género, Eurochelidon, debido a las significativas diferencias con la especie africana, aunque también en la misma subfamilia.
Los estudios genéticos confirman que ambos aviones ribereños forman un clado separado del resto de aviones y golondrinas que se sitúan en la subfamilia Hirundininae.
Los aviones ribereños son intermedios en algunos aspectos entre las golondrinas típicas y otros paseriformes: tienen picos robustos, pies grandes y patas relativamente fuertes, lo que es inusual entre los insectívoros aéreos. Además tienen una gran siringe (el órgano vocal) y una estructura bronquial diferente. La magnitud de sus diferencias con el resto de golondrinas y la gran separación geográfica entre ambas especies de aviones ribereños sugiere que se trata de poblaciones supervivientes de un grupo de especies que se separó muy pronto del linaje principal de golondrinas dentro de su historia evolutiva, y serían los miembros más primitivos de la familia Hirundinidae. Como otros hirundínidos basales anidan en madrigueras excavadas por ellos mismos, en lugar adueñarse de cavidades o construir nidos de barro.

## Descripción
Las dos especies son pájaros de tamaño mediano, entre 14-18 cm, de plumaje principalmente negro, y difícilmente confundibles con otras especies de hirundínidos de sus respectivas áreas de distribución. Los adultos de ambas especies tienen cabezas relativamente grandes con brillo azul, a diferencia del tono verde del brillo del cuerpo, y sus alas son pardas oscuras. Ambos sexos tienen un plumaje similar. El avión ribereño asiático tiene las dos plumas exteriores de la cola muy alargadas y prominentes, el obispillo blanquecino, un anillo ocular blanco, y el pico amarillo. El avión ribereño africano tiene el anillo ocular rojo, y carece del obispillo claro y las plumas de la cola alargadas. Los juveniles de ambas especies son similares a los adultos pero con la cabeza parda, y en el caso de los asiáticos sin las plumas de la cola prominentes.
Los aviones ribereños africanos pian con un chii chii o chiir-chiir-chiir cuando vuelan en bandada. Son muy ruidosos durante la migración, y emiten llamadas ásperas tipo gaviota, y al parecer tienen un canto tintineante durante el cortejo. Se desconocen los sonidos del avión ribereño asiático.

## Distribución y hábitat
Los dos integrantes de la subfamilia se localizan en dos zonas geográficamente muy distantes. El avión ribereño africano cría a lo largo de la cuenca del Congo y el Ubangui en la República Democrática del Congo. Es migratorio y pasa el invierno en la sabana costera de Gabón y la República del Congo. Además se ha descubierto que también anida en los acantilados y herbazales costeros de sus áreas de invernada.
El avión ribereño asiático se ha encontrado solo en un emplazamiento de su área invernal, en el lago Bueng Boraphet en el interior de Tailandia, donde se avistó entre los meses de noviembre y febrero. Podría ser migratorio, pero se desconocen cuales son sus cuarteles de cría ni su hábitat reproductivo, aunque los valles fluviales del norte de Tailandia o el suroeste de China podrían ser una posibilidad, como también podrían ser los de Camboya y Birmania. Sin embargo, también se ha planteado que podría no ser migratorio en absoluto.
El hábitat reproductivo de la especie africana se compone de bosques de ribera de grandes ríos con islas arenosas para anidar. Los desconocidos cuarteles de cría del avión ribereño asiático, si se parecen a los de su pariente africano, serían valles de grandes ríos con islas con taludes arenosos para anidar, y bosques de ribera sobre los que cazar insectos. El avión ribereño africano usa las sabanas costeras como hábitat invernal. Por su único emplazamiento invernal conocido, se supone que el hábitat no reproductivo del avión ribereño asiático es la zona aledaña a las masas de agua dulce donde puede alimentarse, y dormir en los carrizales por la noche.

## Comportamiento

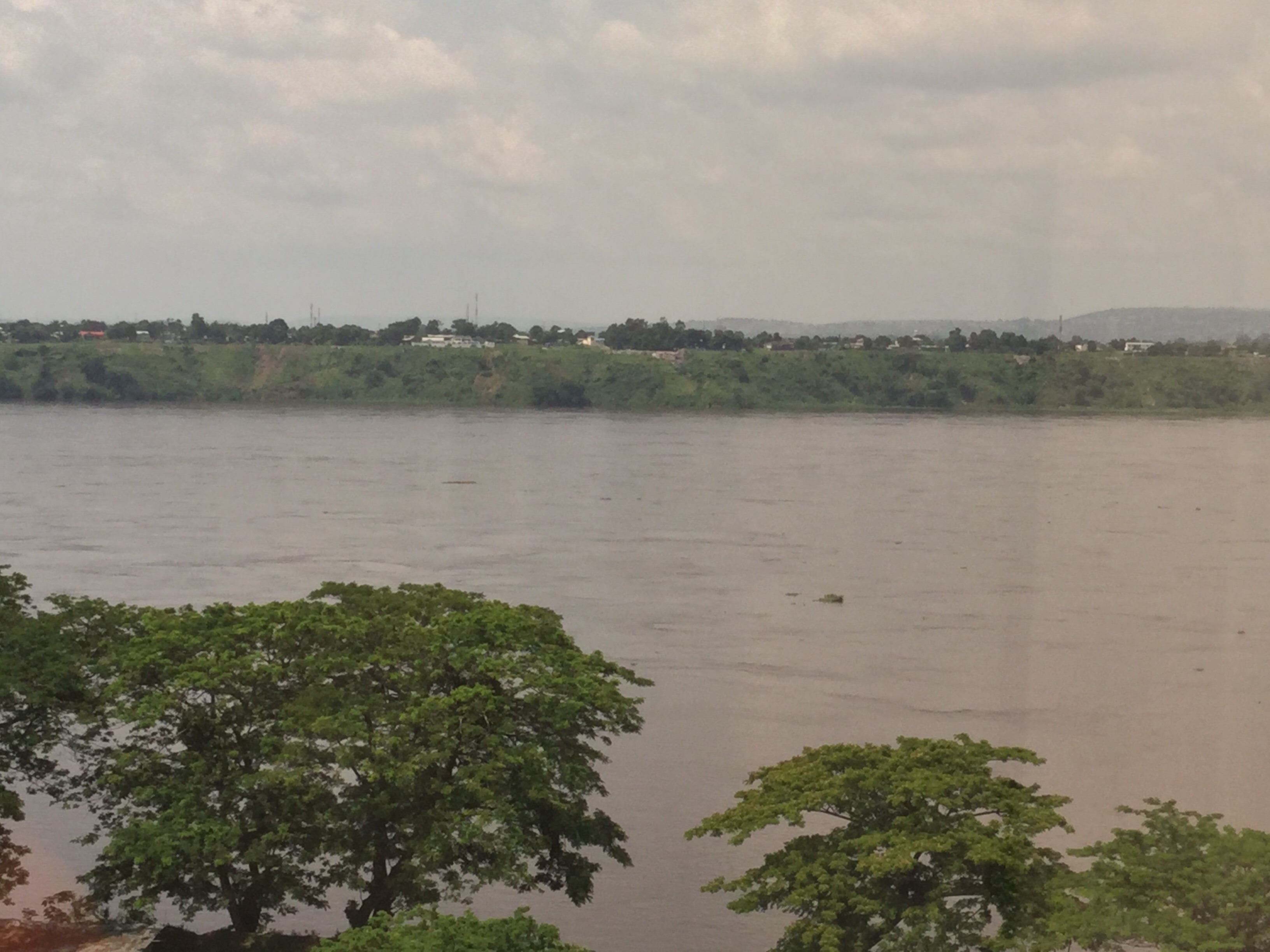
El río Congo es la principal zona ce cría del avión ribereño africano.

Se conoce solo el comportamiento reproductor del avión ribereño africano. Anida en grandes colonias de hasta 800 individuos entre diciembre y abril, cuando los niveles del río están bajos. Cada pareja excava un largo túnel de entre 1-2 m en un talud fluvial despejado. La cámara al final del túnel tiene algunas ramitas y hojas que sirven de nido, sobre las cuales ponen entre dos y cuatro huevos blancos y sin motas. Realizan paradas nupciales persiguiéndose en vuelo. También realizan exhibiciones andando por el suelo, aunque se desconoce su función. Raramente se posan en ramas durante la época de cría. Aunque se supone que los hábitos de cría del avión ribereño son similares a los del africano, posee diferencias en la morfología del pie y dedos que podrían indicar que no excava una madriguera para anidar.
El avión ribereño africano se alimenta en bandadas tanto sobre el río como sobre el bosque, a menudo lejos del agua. Come insectos, principalmente hormigas aladas. Su vuelo es enérgico y rápido, intercalado con planeados. Cuando están de invernada se posan regularmente en las copas de los árboles, cables y tejados. El avión ribereño asiático se alimenta de insectos, incluyendo los escarabajos, que también caza al vuelo. Dado el tamaño de su boca y su inusual estructura, podría atrapar insectos mayores que otros hirundínidos. El vuelo de la especie se describe como grácil y poderoso, y como su pariente africano, parece reacio a usa posaderos. Este comportamiento, junto con la inusual forma de sus dedos, y el hecho de que se encontró barro en ellos en uno de los primeros especímenes, indica que esta especie podría ser relativamente terrestre. En invieron, descansa con la golondrina común en los carrizales. Pamela C. Rasmussen sugiere, que por tener los ojos inusualmente grandes, esta especie podría ser nocturna o crepuscular, un factor que lo haría muy crípitico y explicaría parcialmente como un ave característica ha permanecido sin detectar tanto tiempo. Aunque este hecho podría entrar en contradicción con que el primer espécimen de la especie supuestamente fuera recolectado cuando dormía en un carrizal por la noche. Es posible que en realidad no estuviera durmiendo, o que sea crepuscular, y se alimente al anochecer y amanecer, o que sea tanto nocturno como diurno, dependiendo de la época del año o las circunstancias locales.

## Estado de conservación

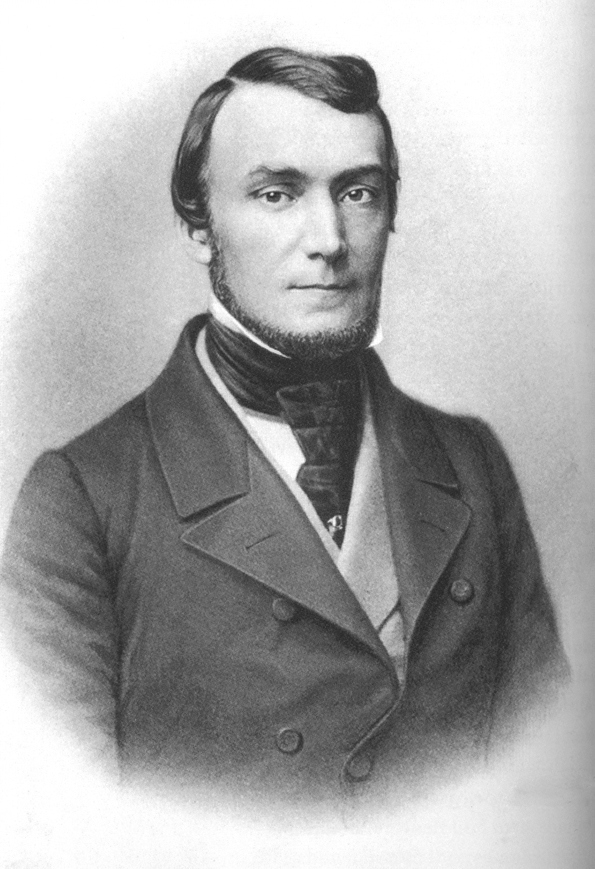
Gustav Hartlaub describió al avión ribereño africano.

El avión ribereño asiático fue avistado en Tailandia en 1972, 1977 y 1980, pero no ha vuelto a ser avistado de forma confirmada desde entonces. Hubo avistamientos sin confirmar en 1986, y en Camboya en 2004. Está clasificado como especie en peligro crítico de extinción por la Unión Internacional para la Conservación de la Naturaleza (IUCN). Esta designación significa que la población de una especie ha disminuido, o va a disminuir, en un 80% en tres generaciones. Esta especie podría haberse extinguido, pero la IUCN no lo categoriza como tal hasta que no ha sido objeto de investigaciones de búsqueda exhaustivos. A pesar de la protección legal que ofrece el apéndice 1 del acuerdo CITES, ha sido capturado por nativos junto con otras golondrinas para ser vendido para comer y para las ceremonias budistas de liberación de pájaros. Tras el descubrimiento de la especie por los ornitólogos, se informó que tramperos habían capturado hasta 120 y se los habían vendido al director de la piscifactoría de Nakhon Sawan que fue incapaz de mantenerlos vivos en cautividad. Por ello la pequeña población podría haberse hecho inviable.
Un factor que reduce las posibilidades de redescubrir al avión ribereño asiático es el drástico declive en la cantidad de golondrinas que pasan el invierno en Bueng Boraphet, su único emplazamiento conocido, de los cientos de miles registrados alrededor de 1970 a recuentos máximos de unos 8.000 realizados en el invierno de 1980–1981. No se sabe con certeza si representa un declive real o un abandono del lugar en respuesta a la persecución. Otras causas potenciales del declive de la especie son las perturbaciones en los taludes ribereños, la construcción de presas que inunden el cauce superior de los ríos y alteren la hidrología del cauce inferior, la deforestación, y la transformación de sus hábitats en zonas agrícolas. Ahora muy pocas golondrinas duermen en los carrizales de Boraphet, y prefieren las plantaciones de caña de azúcar, pero el avión ribereño asiático no ha sido encontrado en los dormideros de otras golondrinas grandes. Se ha prohibido la caza en Bueng Boraphet en un esfuerzo para proteger la especie, pero los censos para encontrarlo han sido infructuosos. Se han realizado varias búsquedas además de las de Bueng Boraphet, una búsqueda en 1969 en los ríos Nan Yom y Wang en el norte de Tailandia, y una en 1996 en los ríos del norte de Laos. Se registró un avistamiento sin confirmar en 2004.
Por su parte, aunque se desconoce el tamaño de la población total de avión ribereño asiático, a finales de la década de 1980 parecía ser abundante, aunque localmente, y se avistaban grandes cantidades durante la migración en Gabón. Su población es particularmente poco conocida en la República Democrática del Congo (RDC) y no está claro si hay alguna relación entre los individuos que crían en RDC y los que crían en las zonas costeras de Gabón y la República del Congo. En 1997 se avistó una bandada de 15.000 individuos, y una bandada mixta con abejarucos de Malimba (Merops malimbicus) de unos 100.000 individuos. A pesar de ello, debido a la falta de información detallada, la especie se clasifica por la IUCN como especie con datos insuficientes. En la década de 1950, la especie era cazada para comer por la población local de la RDC en grandes cantidades, y esta práctica podría haber aumentado. Las colonias de cría de los taludes fluviales están expuestas a las inundaciones, pero también miles de aviones crían en los herbazales al este de Gamba (Gabón), con registros de 2005.